# Łotwa na Zimowych Igrzyskach Olimpijskich 2018
Łotwa na Zimowych Igrzyskach Olimpijskich 2018 – występ kadry sportowców reprezentujących Łotwę na igrzyskach olimpijskich w Pjongczangu w 2018 roku.
W kadrze znalazło się 34 zawodników – 25 mężczyzn i 9 kobiet. Reprezentanci Łotwy wystąpili w 32 konkurencjach w dziewięciu dyscyplinach sportowych.
Funkcję chorążego reprezentacji Łotwy podczas ceremonii otwarcia igrzysk pełnił bobsleista Daumants Dreiškens, a podczas ceremonii zamknięcia – panczenista Haralds Silovs. Reprezentacja Łotwy weszła na stadion jako 11. w kolejności, pomiędzy ekipami z Timoru Wschodniego i Libanu.
Reprezentacja Łotwy zdobyła jeden brązowy medal olimpijski, co dało jej 28. miejsce w klasyfikacji medalowej igrzysk, ex aequo z Kazachstanem i Liechtensteinem. Jedynymi łotewskimi medalistami zostali Oskars Melbārdis i Jānis Strenga w bobslejowych dwójkach. Dzięki zdobytemu medalowi przez bobsleistów Łotwa po raz czwarty w historii i jednocześnie po raz czwarty z rzędu zakończyła zimowe igrzyska olimpijskie z niezerowym dorobkiem medalowym.
Był to 11. start reprezentacji Łotwy na zimowych igrzyskach olimpijskich i 22. start olimpijski, wliczając w to letnie występy.

## Statystyki według dyscyplin
| Lp.     | Dyscyplina            | Mężczyźni | Kobiety | Łącznie |
| ------- | --------------------- | --------- | ------- | ------- |
| 1       | Biathlon              | 2         | 1       | 3       |
| 2       | Biegi narciarskie     | 1         | 2       | 3       |
| 3       | Bobsleje              | 8         | –       | 8       |
| 4       | Łyżwiarstwo figurowe  | 1         | 1       | 2       |
| 5       | Łyżwiarstwo szybkie   | 1         | –       | 1       |
| 6       | Narciarstwo alpejskie | 1         | 1       | 2       |
| 7       | Saneczkarstwo         | 7         | 3       | 10      |
| 8       | Short track           | 2         | –       | 2       |
| 9       | Skeleton              | 2         | 1       | 3       |
| Łącznie | Łącznie               | 25        | 9       | 34      |

## Zdobyte medale
| Medal | Zawodnik                       | Dyscyplina | Konkurencja     | Data      |
| ----- | ------------------------------ | ---------- | --------------- | --------- |
| Brąz  | Oskars Melbārdis Jānis Strenga | Bobsleje   | Dwójki mężczyzn | 19 lutego |

## Skład reprezentacji

### Biathlon
| Konkurencja                        | Zawodnik             | Wynik   | Wynik   | Miejsce |
| Konkurencja                        | Zawodnik             | Czas    | Pudła   | Miejsce |
| ---------------------------------- | -------------------- | ------- | ------- | ------- |
| Sprint kobiet – 7,5 km             | Baiba Bendika        | 23:14,6 | 3+1     | 39.     |
| Bieg pościgowy kobiet – 10 km      | Baiba Bendika        | 33:59,4 | 1+0+2+0 | 33.     |
| Bieg indywidualny kobiet – 15 km   | Baiba Bendika        | 45:32,8 | 0+1+1+2 | 39.     |
| Sprint mężczyzn – 10 km            | Oskars Muižnieks     | 25:56,3 | 1+1     | 66.     |
| Sprint mężczyzn – 10 km            | Andrejs Rastorgujevs | 24:34,4 | 1+2     | 24.     |
| Bieg pościgowy mężczyzn – 12,5 km  | Andrejs Rastorgujevs | 34:29,3 | 1+0+1+2 | 12.     |
| Bieg indywidualny mężczyzn – 20 km | Oskars Muižnieks     | 52:06,0 | 0+2+0+1 | 42.     |
| Bieg indywidualny mężczyzn – 20 km | Andrejs Rastorgujevs | 53:41,8 | 1+1+3+1 | 59.     |
| Bieg masowy mężczyzn – 15 km       | Andrejs Rastorgujevs | 38:47,4 | 0+1+0+2 | 28.     |

### Biegi narciarskie
| Konkurencja                                         | Zawodnik         | Kwalifikacje | Kwalifikacje | Ćwierćfinały | Ćwierćfinały | Półfinały | Półfinały | Finały    | Finały   | Finały  |
| Konkurencja                                         | Zawodnik         | Czas         | Miejsce      | Czas         | Miejsce      | Czas      | Miejsce   | Czas      | Strata   | Miejsce |
| --------------------------------------------------- | ---------------- | ------------ | ------------ | ------------ | ------------ | --------- | --------- | --------- | -------- | ------- |
| Sprint indywidualny kobiet stylem klasycznym        | Patrīcija Eiduka | 3:49,70      | 62. nq       | NQ           | NQ           | NQ        | NQ        | NQ        | NQ       | 62.     |
| Bieg indywidualny kobiet na 10 km stylem dowolnym   | Patrīcija Eiduka | —            | —            | —            | —            | —         | —         | 28:13,6   | +3:13,1  | 44.     |
| Bieg indywidualny kobiet na 10 km stylem dowolnym   | Inga Paškovska   | —            | —            | —            | —            | —         | —         | 31:34,9   | +6:34,4  | 80.     |
| Sprint indywidualny mężczyzn stylem klasycznym      | Indulis Bikše    | 3:30,53      | 63. nq       | NQ           | NQ           | NQ        | NQ        | NQ        | NQ       | 63.     |
| Bieg indywidualny mężczyzn na 15 km stylem dowolnym | Indulis Bikše    | —            | —            | —            | —            | —         | —         | 37:44,7   | +4:00,8  | 65.     |
| Bieg masowy mężczyzn na 50 km stylem klasycznym     | Indulis Bikše    | —            | —            | —            | —            | —         | —         | 2:31:07,5 | +22:45,4 | 57.     |

### Bobsleje
| Konkurencja      | Zawodnicy                                                        | Ślizg 1 | Ślizg 1 | Ślizg 2 | Ślizg 2 | Ślizg 3 | Ślizg 3 | Ślizg 4 | Ślizg 4 | Czas łączny | Miejsce |
| Konkurencja      | Zawodnicy                                                        | Czas    | Miejsce | Czas    | Miejsce | Czas    | Miejsce | Czas    | Miejsce | Czas łączny | Miejsce |
| ---------------- | ---------------------------------------------------------------- | ------- | ------- | ------- | ------- | ------- | ------- | ------- | ------- | ----------- | ------- |
| Dwójki mężczyzn  | Oskars Ķibermanis Matīss Miknis                                  | 49,21   | 4.      | 49,57   | 12.     | 49,32   | 6.      | 49,70   | 14.     | 3:17,80     | 9.      |
| Dwójki mężczyzn  | Jānis Strenga Oskars Melbārdis                                   | 49,08   | 1.      | 49,54   | 10.     | 49,08   | 2.      | 49,21   | 1.      | 3:16,91     | 3.      |
| Czwórki mężczyzn | Oskars Melbārdis Daumants Dreiškens Arvis Vilkaste Jānis Strenga | 48,82   | 4.      | 49,39   | 12.     | 48,91   | 5.      | 49,53   | 2.      | 3:16,65     | 5.      |
| Czwórki mężczyzn | Oskars Ķibermanis Jānis Jansons Helvijs Lūsis Matīss Miknis      | 49,18   | 15.     | 49,26   | 7.      | 49,34   | 11.     | 49,63   | 9.      | 3:17,41     | 10.     |

### Łyżwiarstwo figurowe
| Konkurencja | Zawodnik         | Taniec krótki | Taniec krótki | Taniec dowolny | Taniec dowolny | Nota łączna | Nota łączna |
| Konkurencja | Zawodnik         | Punkty        | Miejsce       | Punkty         | Miejsce        | Punkty      | Miejsce     |
| ----------- | ---------------- | ------------- | ------------- | -------------- | -------------- | ----------- | ----------- |
| Solistki    | Diāna Ņikitina   | 51,12         | 26. nq        | NQ             | NQ             | 51,12       | 26.         |
| Soliści     | Deniss Vasiļjevs | 79,52         | 21. Q         | 155,06         | 20.            | 234,58      | 19.         |

### Łyżwiarstwo szybkie
| Konkurencja             | Zawodnik       | Półfinał | Półfinał | Półfinał | Finał  | Finał   | Finał   |
| Konkurencja             | Zawodnik       | Punkty   | Czas     | Miejsce  | Punkty | Czas    | Miejsce |
| ----------------------- | -------------- | -------- | -------- | -------- | ------ | ------- | ------- |
| Bieg na 1000 m mężczyzn | Haralds Silovs | N/A      | N/A      | N/A      | N/A    | 1:09,50 | 15.     |
| Bieg na 1500 m mężczyzn | Haralds Silovs | N/A      | N/A      | N/A      | N/A    | 1:45,25 | 4.      |
| Bieg masowy mężczyzn    | Haralds Silovs | 3        | 8:28,93  | 9. nq    | NQ     | NQ      | NQ      |

### Narciarstwo alpejskie
| Konkurencja              | Zawodnik           | Przejazd 1 | Przejazd 1 | Przejazd 2 | Przejazd 2 | Czas łączny | Miejsce |
| Konkurencja              | Zawodnik           | Czas       | Miejsce    | Czas       | Miejsce    | Czas łączny | Miejsce |
| ------------------------ | ------------------ | ---------- | ---------- | ---------- | ---------- | ----------- | ------- |
| Slalom kobiet            | Lelde Gasūna       | 54,50      | 39.        | 54,81      | 37.        | 1:49,31     | 37.     |
| Slalom gigant kobiet     | Lelde Gasūna       | 1:18,65    | 47.        | 1:15,30    | 42.        | 2:33,95     | 43.     |
| Slalom gigant mężczyzn   | Kristaps Zvejnieks | 1:13,81    | 41.        | 1:14,46    | 38.        | 2:28,27     | 35.     |
| Superkombinacja mężczyzn | Kristaps Zvejnieks | 1:23,02    | 51.        | 48,74      | 14.        | 2:11,76     | 26.     |

### Saneczkarstwo
| Konkurencja      | Zawodnicy                                           | Ślizg 1      | Ślizg 1 | Ślizg 2      | Ślizg 2 | Ślizg 3      | Ślizg 3 | Ślizg 4 | Ślizg 4 | Czas łączny | Miejsce |
| Konkurencja      | Zawodnicy                                           | Czas         | Miejsce | Czas         | Miejsce | Czas         | Miejsce | Czas    | Miejsce | Czas łączny | Miejsce |
| ---------------- | --------------------------------------------------- | ------------ | ------- | ------------ | ------- | ------------ | ------- | ------- | ------- | ----------- | ------- |
| Jedynki kobiet   | Kendija Aparjode                                    | 48,103       | 27.     | 46,927       | 21.     | 47,296       | 21.     | NQ      | NQ      | 2:22,326    | 22.     |
| Jedynki kobiet   | Elīza Cauce                                         | 47,458       | 25.     | 46,477       | 10.     | 46,624       | 10.     | 47,092  | 16.     | 3:07,651    | 16.     |
| Jedynki kobiet   | Ulla Zirne                                          | 46,471       | 9.      | 46,409       | 7.      | 47,327       | 22.     | 46,895  | 14.     | 3:07,102    | 12.     |
| Jedynki mężczyzn | Kristers Aparjods                                   | 47,822       | 6.      | 47,834       | 6.      | 47,858       | 13.     | 47,942  | 17.     | 3:11,456    | 11.     |
| Jedynki mężczyzn | Artūrs Dārznieks                                    | 48,305       | 22.     | 48,671       | 29.     | 48,602       | 28.     | NQ      | NQ      | 2:25,578    | 24.     |
| Jedynki mężczyzn | Inārs Kivlenieks                                    | 48,274       | 21.     | 48,370       | 22.     | 48,066       | 20.     | 48,112  | 20.     | 3:12,822    | 20.     |
| Dwójki mężczyzn  | Oskars Gudramovičs Pēteris Kalniņš                  | 46,890       | 17.     | 46,317       | 9.      | N/A          | N/A     | N/A     | N/A     | 1:33,207    | 14.     |
| Dwójki mężczyzn  | Andris Šics Juris Šics                              | 46,336       | 9.      | 46,106       | 4.      | N/A          | N/A     | N/A     | N/A     | 1:32,442    | 6.      |
| Sztafeta         | Ulla Zirne Kristers Aparjods Andris Šics Juris Šics | 47,369 (1-k) | 8.      | 48,891 (1-m) | 7.      | 49,055 (2-m) | 3.      | N/A     | N/A     | 2:25,315    | 6.      |

### Short track
| Konkurencja             | Zawodnik          | Kwalifikacje | Kwalifikacje | Ćwierćfinał | Ćwierćfinał | Półfinał | Półfinał | Finał    | Finał   | Miejsce |
| Konkurencja             | Zawodnik          | Czas         | Pozycja      | Czas        | Pozycja     | Czas     | Pozycja  | Czas     | Pozycja | Miejsce |
| ----------------------- | ----------------- | ------------ | ------------ | ----------- | ----------- | -------- | -------- | -------- | ------- | ------- |
| Bieg na 500 m mężczyzn  | Roberts Zvejnieks | 40,563       | 2. Q         | 40,904      | 3. nq       | NQ       | NQ       | NQ       | NQ      | 10.     |
| Bieg na 1000 m mężczyzn | Roberto Puķītis   | 1:31,635     | 2. Q         | 1:24,022    | 3. nq       | NQ       | NQ       | NQ       | NQ      | 11.     |
| Bieg na 1000 m mężczyzn | Roberts Zvejnieks | 1:26,408     | 3. ADV       | 1:24,306    | 4. nq       | NQ       | NQ       | NQ       | NQ      | 15.     |
| Bieg na 1500 m mężczyzn | Roberto Puķītis   | 2:18,825     | 2. Q         | —           | —           | 2:11,165 | 4. QB    | 2:26,525 | 4.      | 11.     |

### Skeleton
| Konkurencja    | Zawodnik         | Ślizg 1 | Ślizg 1 | Ślizg 2 | Ślizg 2 | Ślizg 3 | Ślizg 3 | Ślizg 4 | Ślizg 4 | Czas łączny | Miejsce |
| Konkurencja    | Zawodnik         | Czas    | Miejsce | Czas    | Miejsce | Czas    | Miejsce | Czas    | Miejsce | Czas łączny | Miejsce |
| -------------- | ---------------- | ------- | ------- | ------- | ------- | ------- | ------- | ------- | ------- | ----------- | ------- |
| Ślizg mężczyzn | Martins Dukurs   | 50,85   | 5.      | 50,38   | 2.      | 50,32   | 2.      | 50,76   | 5.      | 3:22,31     | 4.      |
| Ślizg mężczyzn | Tomass Dukurs    | 50,88   | 7.      | 50,58   | 5.      | 50,65   | 6.      | 50,63   | 4.      | 3:22,74     | 5.      |
| Ślizg kobiet   | Lelde Priedulēna | 52,14   | 7.      | 52,17   | 5.      | 52,09   | 9.      | 52,09   | 8.      | 3:28,49     | 7.      |